# Steno-Cassette 30

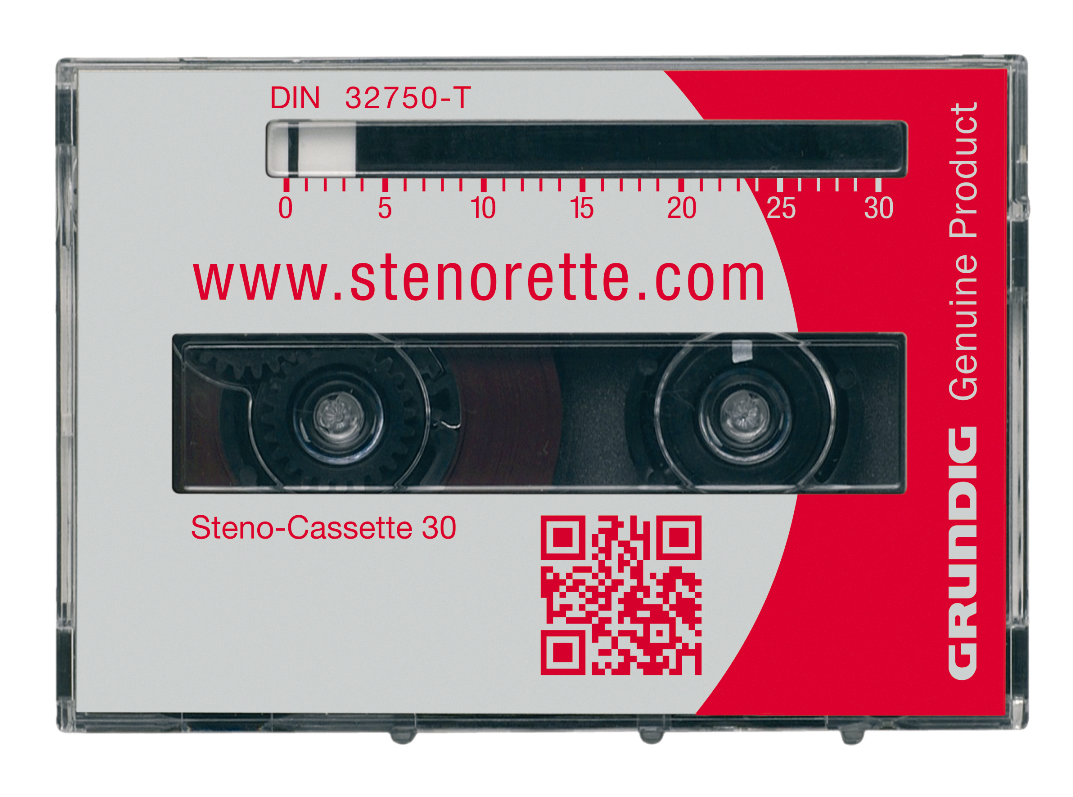
Steno-Cassette 30

Die Steno-Cassette 30 ist eine von Grundig entwickelte Kassette zur Aufzeichnung von Sprache mit Diktiergeräten und Anrufbeantwortern, die typischerweise mit einer Frequenz von 100 bis 5000 Hz arbeiten. Sie ist die erste miniaturisierte Kassette mit integrierter, minutengenauer Bandanzeige und wurde 1983 in der DIN 32750-T zur Norm erhoben. Ihre Maße betragen 65 mm × 45 mm × 9,3 mm. Die Stenorette 2002 war das erste stationäre Diktiersystem und die Stenorette SL das erste mobile Diktiersystem mit der Steno-Cassette 30. Beide Produkte wurden fast 20 Jahre produziert.
Die Steno-Cassette 30 hat ein dickeres Band als andere Diktierkassettensysteme. Das reduziert Schlaufenbildung und Bandrisse. Der Tonwellenantrieb (engl. Capstan) gewährleistet eine konstante Bandgeschwindigkeit von 2,38 cm/s (±5 %). Aus der Banddicke, der Bandgeschwindigkeit und den Maßen der Kassette ergibt sich die maximale Bandlänge für 30 Minuten Aufnahme- beziehungsweise Laufzeit. Die Bandposition ist über die Minutenskala ersichtlich. Somit lässt sich die zu bearbeitende Diktatzeit jederzeit ablesen. Die einseitige Bespielbarkeit der Kassette bietet nicht nur mehr Übersicht, sondern vermeidet auch das Verwechseln der Seiten oder das versehentliche Löschen.
Die Kassette wird von der Firma Grundig Business Systems in Bayreuth produziert.